# Baobab van Grandidier
De baobab van Grandidier (Adansonia grandidieri) is de grootste en meest bekende van Madagaskars zes endemische baobabsoorten. De soort wordt bedreigd door de uitbreiding van het landbouwareaal. De boom is vernoemd naar botanicus Alfred Grandidier, die drie keer Madagaskar bezocht om er endemische soorten te onderzoeken. Zijn majestueuze uiterlijk bezorgde hem de lokale benaming Reniala, oftewel 'de koningin van het woud'.

## Beschrijving
De baobab van Grandidier heeft een massieve cilindervormige stam die een doorsnede kan bereiken van wel drie meter. De schors is grijs-rood en vertoont vrijwel geen oneffenheden. Een volgroeid exemplaar kan een hoogte bereiken tussen de 25 en 30 meter. De wortels reiken tot 150 centimeter in de bodem.
De boom kan erg lang zonder water, het komt voor dat er in het gebied waar hij leeft in meerdere jaren geen regen valt in het regenseizoen. Wanneer het regent slaat hij water op in zijn vezelachtige stam die zich steeds meer opzet, zodat de boom een zo groot mogelijke hoeveelheid water kan absorberen.
De afgeplatte kruinen hebben blauwgroene handvormige bladeren.

## Levenscyclus
De baobab van Grandidier kan zeer oud worden, er zijn exemplaren bekend met een leeftijd van meer dan 800 jaar.
De boom draagt van oktober tot mei blad. Vervolgens draagt hij bloesem tussen mei en augustus. Deze bloemen openen zich rond de schemering en verliezen al hun pollen tijdens de eerste nacht. De boom wordt voornamelijk bestoven door nachtactieve zoogdieren, zoals vorkstreepmaki's en muismaki's, die hun snuit in de witte bloemen steken en de nectar uit de bases likken. De pollen hechten zich vervolgens aan het gezicht en wordt zo verder verspreid. De boom draagt zijn vruchten in november en december. Deze zijn groot en droog en de eetbare pulp bevat niervormige zaden.

## Verspreiding
De baobab van Grandidier komt in het zuidwesten van Madagaskar voor, tussen Bereboka en het Ihotrymeer in het district Morombe. Vroeger kwam de soort veelvuldig voor in de droge loofbossen van Madagaskar, tegenwoordig bevinden de overgebleven exemplaren zich vooral in open landbouwgronden of schraal kreupelhout.

## Bedreiging en conservatie

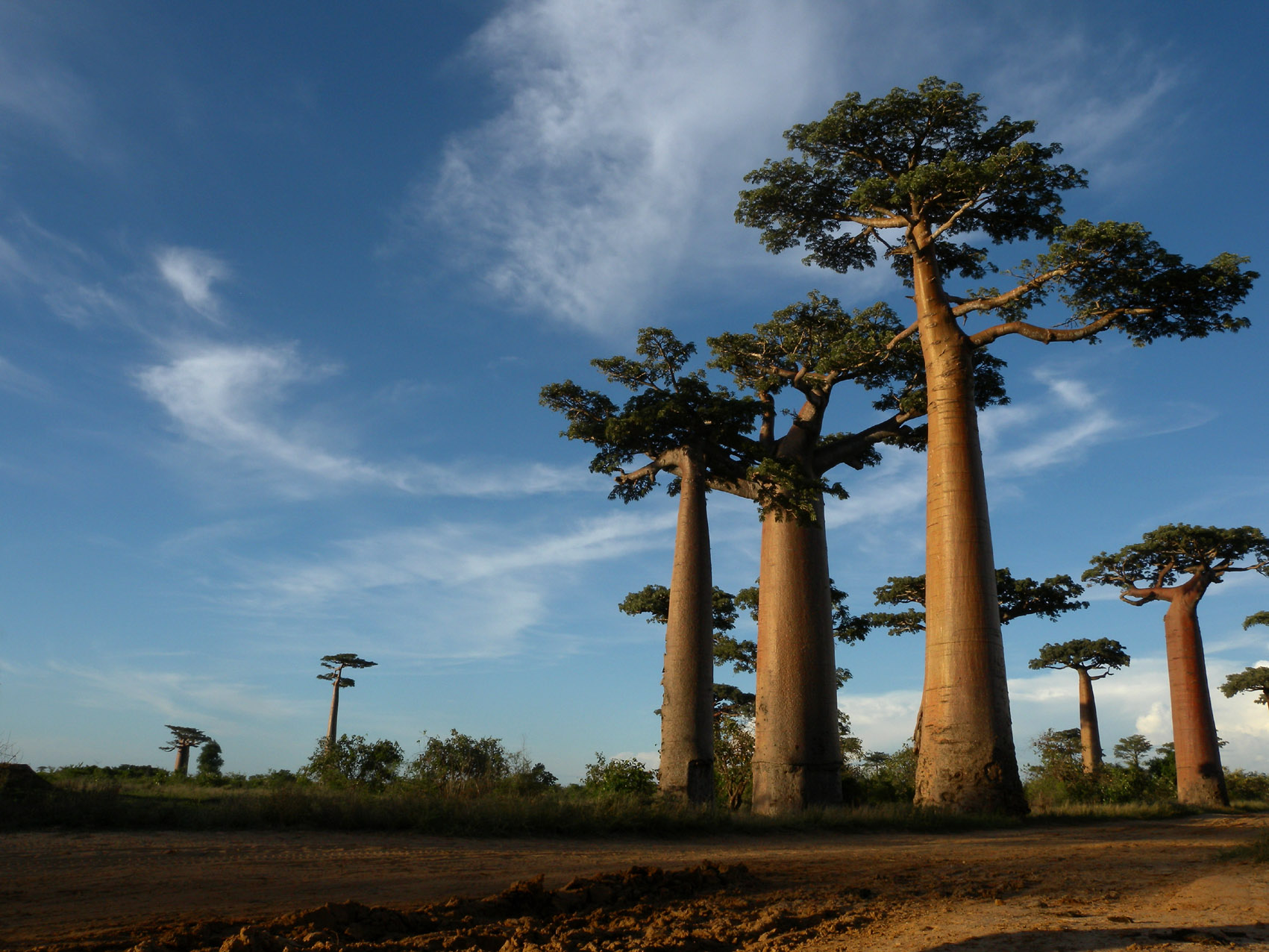
Allée des baobabs

Van alle baobabs in Madagaskar is de baobab van Grandidier het meest geëxploiteerd. De zaden en de vruchten die rijk zijn aan vitamine C worden door de Malagassiërs vers gegeten. Uit de zaden wordt olie gewonnen en van vezels uit de bast wordt touw gemaakt. De grootste bedreiging is echter verlies van leefgebied; veel bossen worden verbrand of gekapt om plaats te maken voor landbouwgrond.
Onder leiding van de president Marc Ravalomanana werd in 2003 Durban Vision opgericht, een initiatief dat ten doel heeft om de oppervlakte van de beschermde natuurreservaten en wildparken te verdrievoudigen, wat mogelijk een probaat middel zal blijken om verdere achteruitgang van de baobab van Grandidier te stoppen. In 2006 is de baobab van Grandidier daarom opgenomen in de Rode Lijst van de IUCN als een bedreigde soort.
De Allée des baobabs, een laan geflankeerd met groepen bomen van Grandidier, trekt jaarlijks veel toeristen. Het landschap kreeg een tijdelijke beschermde status in juli 2007 door het ministerie van milieu, water en bossen.